# Beatrix Braniborská
Beatrix Braniborská (německy Beatrix von Brandenburg; 1270? – po 26. dubnu 1316) byla svídnicko-javorská, hajnovská a kozelská kněžna pocházející z rodu Askánců.
Byla druhou dcerou braniborského markraběte Oty V. a Judity z Henneberku. Poprvé se provdala za svídnicko-javorského knížete Boleslava I., se kterým měla sedm dětí. Po jeho smrti roku 1301 spravovala spolu se svým bratrem, braniborským markrabětem Heřmanem, až do roku 1307 knížectví za své tři nezletilé syny. 21. září 1308 se znovu provdala za kozelsko-bytomského vévodu Vladislava. Naposledy je doložena na konci dubna 1316.